# 국도 제25호선 (아이슬란드)
국도 제25호선(아이슬란드어: Þykkvabæjarvegur, Route 25)은 헬라에서 Þykkvabær까지 이어주는 총 연장 18.5 km 거리를 가진 아이슬란드의 일반 국도이다. 그러나 헬라에서는 1번 국도와 직접 만나고 있다.